# Pumpspeicherkraftwerk Avče
Das Pumpspeicherkraftwerk Avče (slowenisch Črpalna Hidroelektrarna Avče, kurz ČHE Avče) befindet sich in der Nähe der  slowenischen Ortschaft Avče, die zur Gemeinde Kanal ob Soči gehört. Betreiber ist die Soške elektrarne Nova Gorica d.o.o. (SENG).

## Geschichte
Das Projekt wurde am 1. August 2004 genehmigt und der Spatenstich für das Pumpspeicherkraftwerk Avče erfolgte am 22. September 2004. Die Bauaufträge wurden im Dezember 2004 vergeben und die Bauarbeiten begannen im Januar 2005. Eigentlich sollte das Kraftwerk im Dezember 2008 fertiggestellt sein, die Inbetriebnahme erfolgte jedoch erst im April 2010. Insgesamt investierte SENG 122 Millionen Euro in den Bau des Pumpspeicherkraftwerks.

## Technik

### Oberbecken
Das Oberbecken liegt nördlich von Kanalski Vrh auf der Banjšice-Hochebene. Da diese Hochebene nicht gänzlich geschlossen ist, wurden zwei Dämme aus kalkhaltigem Sandstein und kalkhaltigem Geröll errichtet. Zur Herstellung der Wasserdichtheit wurde die Oberfläche des Oberbeckens mit Asphaltbeton beschichtet.
Das Oberbecken hat ein nutzbares Volumen von 2,17 Mio. Kubikmeter bei einem maximalen Wasserpegel auf 625 m. i. J.

### Unterbecken
Als Unterbecken bei 104 m. i. J. wird der bereits existierende Stauraum Ajba des Wasserkraftwerks Plave im Fluss Soča mitverwendet.

### Wasserführung und Druckstollen
Vom Oberbecken zum Krafthaus führt ein  2216 m langer Druckstollen mit einem Durchmesser von 2,6 m bis 3,3 m und einer Fallhöhe von effektiv maximal 521 m. Das 45 m hohe Wasserschloss besteht aus zwei Kammern.

### Krafthaus
Das Krafthaus befindet sich am linken Ufer des Flusses Soča. Im Krafthaus befindet sich in einem kreisrunden Schaft mit 18 m Durchmesser und 80 m Tiefe eine einzelne vertikal stehende reversible Francis-Pumpturbine mit 185 Megawatt (MW) im Turbinenbetrieb und 180 MW im Pumpbetrieb. Der Wasserdurchfluss durch die Pumpturbine beträgt 34 m³/s im Pumpbetrieb und 40 m³/s im Turbinenbetrieb. Die Nenndrehzahl der Turbine beträgt 600 min−1, kann aber (je nach Quelle) um −2 % und +4 % oder −4 % bis +6 % variiert werden. Zur Wandlung von elektrischer in mechanische Energie und umgekehrt kommt ein asynchroner Motorgenerator mit einer Nennleistung von 195 MVA (Megavoltampere) zum Einsatz.
Jährlich wird eine elektrische Energie von 553 Gigawattstunden (GWh) für den Pumpbetrieb verwendet, daraus können im Turbinenbetrieb wieder 426 GWh abgegeben werden. Dies entspricht einem Jahresnutzungsgrad von 77 %.

### Netzanschluss
Der Anschluss an das Hochspannungsnetz auf der 110-Kilovolt-Ebene erfolgt über einen 200-MVA-Maschinentransformator.